# Торлакское наречие
Торлакское наре́чие (призренско-тимокский диалект; также торлакский диалект, торлакские диалекты, переходный болгарско-македонско-сербский диалект; сербохорв. торлачки диjалект / torlački dijalekt; болг. торлашки диалекти, торлашки диалект, призренско-тимокски говор, преходни говори, преходни у-говори; макед. торлачки говор; сербохорв. torlački dijalekt / торлачки диjалект) — одно из четырёх наречий сербскохорватского языкового континуума наряду с кайкавским, чакавским и штокавским, распространённое на стыке ареалов трёх южнославянских языков — сербского, македонского и болгарского (на территории юго-восточной Сербии). Известно также как «призренско-тимокский диалект». Ранее часто рассматривалось как часть штокавского наречия.
Характерная особенность торлакского наречия — распространение структурных признаков, сближающих его с языками балканского языкового союза, прежде всего с болгарским и македонским: к ним относят распространение монотонического ударения, утрата различия гласных по долготе / краткости; утрата инфинитива и падежной системы; развитие постпозитивного определённого артикля и т. д. К отличительным чертам торлакского наречия, сходным с чертами западного южнославянского ареала, относят наличие гласной u на месте праславянского *ǫ (ruka); тип местоименного склонения на -ga (ńega) в формах винительного падежа; окончание -mo у глаголов в форме 1-го лица множественного числа и т. д.

## Вопросы классификации
В современных исследованиях по южнославянской диалектологии говоры торлакского наречия (торлакский диалект, торлакские диалекты) чаще всего рассматриваются как самостоятельное наречие сербскохорватского языкового континуума. Ранее был распространён взгляд на торлакские диалекты, как на юго-восточную часть ареала штокавского наречия, наиболее обособленную от других штокавских диалектов и типологически сблизившуюся с болгарским и македонским языками. В частности, в работах П. Ивича и Д. Брозовича торлакский рассматривается как староштокавский призренско-тимокский диалект.
В сербской диалектологии к говорам призренско-тимокского диалекта также нередко относят говоры, распространённые в западной Болгарии — трынские, брезникские и белоградчикские. В болгарской диалектологии, напротив, эти говоры включают в западноболгарский диалектный ареал, либо выделяют как говоры, в которых отмечается постепенный переход от болгарского языка к сербскому. К переходным в болгарской диалектологии относят и č, dž (ǯ)-говоры (тимокско-лужницкие).
Вопрос разграничения торлакских (сербскохорватских) и болгарских говоров является предметом дискуссий, решение этого вопроса затрудняет факт значительной близости данных говоров в рамках единого южнославянского диалектного континуума. Существенным в этом вопросе является и то, с каких позиций лингвисты рассматривают языковую принадлежность пограничных говоров: учитывается прежде всего генетическое происхождение или современное состояние говоров, наиболее важным представляется наличие закономерных звуковых соответствий или типология говоров. Если в основе подхода сербской диалектологии к решению вопроса болгарско-сербской языковой границы лежат анализ воображаемого реконструируемого состояния праязыка и установление языкового родства по закономерным звуковым соответствиям, то в болгарской диалектологии в первую очередь рассматривают современный литературный язык и типологические свойства говоров. В соответствии с позицией, которая признаётся решающей, сербские и болгарские лингвисты приходят к разным выводам. Кроме того, для определения языковой принадлежности пограничных говоров выбирают факторы экстралингвистического характера. Такие, как государственная граница Сербии и Болгарии и этническая принадлежность носителей говоров (болгарские говоры — те, на которых говорят болгары, сербские — те, на которых говорят сербы). В таком случае языковую границу проводят по государственной границе Болгарии и Сербии, исключая две области, где граница проходит по территории Сербии — это общины Димитровград и Босилеград, населённые преимущественно болгарами.
В состав торлакского наречия включают три диалекта (группы говоров):
- призренско-южноморавский диалект
  - горанские говоры;
  - яневско-летницкие говоры;
- сврлижско-запланский диалект;
- тимокско-лужницкий диалект.

Выделяются собственно торлакские диалекты — сврлижско-запланский (или западноторлакский диалект) и тимокско-лужницкий (или восточноторлакский диалект), а также переходный к штокавским — призренско-южноморавский диалект. Иногда особо выделяются островные карашевско-свиницкие говоры Румынии.

## Этническая принадлежность носителей
Носителями говоров торлакского наречия являются преимущественно сербы. В пограничных районах с ареалами болгарского и македонского языка могут иметь как сербское, так и македонское и болгарское этническое самосознание. Носители некоторых островных говоров в Румынии (карашевцы), а также в Хорватии и в Косово (яневцы) относят себя к хорватам. Кроме того, говоры торлакского наречия употребляются исламизированными славянскими этническими группами на юго-западе Косово и Метохии (горанцами, прекокамцами, средчанами и другими).

## История
Южнославянский ареал в том районе, где он разделяется на западный и восточный, пересекается изоглоссами древнего происхождения, возникшими предположительно уже во время переселения славян на Балканский полуостров, что связано с различными путями, временем и диалектной основой переселенцев. То есть изначально западноюжнославянский и восточноюжнославянский ареалы имели некоторые отличия и сформировавшийся между ними языковой континуум является вторичным.
По мнению сербских лингвистов (А. Белич, И. Попович), резкая граница между болгарским и сербским языками сформировалась уже в IX веке, а к XII—XIII векам тимокско-лужницкие говоры торлакского наречия отделились от штокавской диалектной общности, но при этом остаётся неясным было ли тимокско-лужницкое население автохтонным или сложилось в результате миграции с запада. Болгарскими исследователями утверждается, что č, dž (ǯ)-говоры (тимокско-лужницкие) появились на западе Стара-Планины, предположительно, в результате переселений и вытеснения исконных št, žd-говоров.
До XVI века в предмиграционный период торлакское наречие занимало больший ареал, распространяясь на север и северо-запад до современной границы Сербии и Румынии. После миграций южнославянского населения северные торлакские говоры были вытеснены косовско-ресавскими. Древняя граница торлакских диалектов с болгарскими и македонскими, вероятнее всего, не изменялась.

## Особенности диалекта

### Изоглоссы
Южнославянский ареал в сопредельных районах восточной Сербии и западной Болгарии пересекают два крупных пучка изоглосс, один из них проходит по территории Болгарии от Дуная в районе Видина через окрестности Белоградчика, Берковицы, Брезника, Радомира до горных районов к западу от Кюстендила — языковые черты, входящие в данный пучок, относятся в основном к западным южнославянским чертам, ареалы которых в наибольшей степени продвинулись на восток. Другой пучок изоглосс проходит по территории Сербии от границы с Албанией между городами Дечани и Джяковица до устья реки Лаб, далее через Прокупле, Сталач и Болевац до сербско-болгарской границы у города Заечара. Входящие в его состав изоглоссы преимущественно относятся к чертам типологического характера, свойственных восточной части южнославянского ареала. Изоглоссы данного пучка отражают максимальное распространение восточных южнославянских черт на запад. Этими пучками ограничивается основная территория распространения торлакского наречия.
Языковые черты «восточного» пучка изоглосс ранние по происхождению (И. Попович датирует их IV—IV веками — временем появления славян на Балканском полуострове):
- развитие č, dž на месте праславянских сочетаний *tj и *dj (в болгарском — št, žd; в македонском — kj, gj);
- окончание -e существительных а-основ множественного числа в форме именительного и винительного падежей (žene);
- тип местоименного склонения на -ga (ńega) в формах винительного падежа (мужской и средний род единственного числа), в болгарском языке — -го (него);
- окончание -mo у глаголов в форме 1-го лица множественного числа настоящего времени (в болгарском языке — -me);
- окончание -u у глаголов в форме 3-го лица множественного числа настоящего времени.

Более поздние по происхождению изоглоссы «восточного» пучка, появление которых прослеживается по древнейшим письменным памятникам:
- совпадение редуцированных *ъ / *ь в сильной позиции в гласном ъ;
- развитие праславянской гласной *ǫ в u (в болгарском — ъ; в македонском — а);
- развитие праславянского *ě;
- окончание глаголов 1-го лица единственного числа настоящего времени.

Языковые черты «западного» пучка изоглосс:
- утрата количественных и качественных противопоставлений гласных;
- аналитическая именная система;
- утрата инфинитива;
- наличие постпозитивного определённого артикля;
- удвоение объекта формами личных местоимений.

### Характерные черты
К диалектным особенностям торлакского наречия относятся такие черты, как:
- шестифонемная вокалическая система, включающая кроме пяти гласных, характерных для сербского литературного языка, также передний гласный нижнего подъема æ, развившийся из сильного редуцированного *ъ: momǽk (литер. momak «парень»);
- отсутствие фонологического различения кратких и долгих гласных;
- оглушение звонких шумных в конце слова: [grat] «город»; характерное и для болгарского языка.
- переход фрикативных согласных в аффрикаты: pcuje (литер. psuje «он ругается»), dzvezda (литер. zv(ij)ezda «звезда»);
- монотоническое разноместное ударение (как и в болгарском языке, в македонском — монотоническое фиксированное, в сербскохорватском — политоническое);
- система именного склонения утрачена, её остаточные формы — два падежа и звательная форма;
- развитие постпозитивного артикля, сходного по структуре с артиклем в македонском языке и родопских говоров болгарского языка: babava, babata «эта старуха», babana «та старуха»;
- развитие приставочных образований вместо старых форм степеней сравнения (с помощью префиксов po-, naj-), употребляющихся наряду с остатками форм старого синтетического типа: bogat «богатый», pobogat «более богатый» (форма сравнительной степени), najbogati «самый богатый» (форма превосходной степени), типичные для болгарского языка;
- лексические заимствования из турецкого языка и небольшое в сравнении с турецким число албанских заимствований.